# Мобі Дік
«Мо́бі Дік, а́бо Бі́лий кит» (англ. Moby-Dick, or The Whale) — роман американця Германа Мелвілла, виданий 1851 року. Це історія капітана Ахава з китобійного судна «Пекод», який, колись утративши ногу в сутичці з білим кашалотом, одержимо женеться за ним. 
Книгу Мелвілл присвятив своєму другові, письменнику Натану Готорну, назвавши її знаком поваги до його таланту. Під час виходу роман провалився і був забутий, але тепер його перша фраза — «Називайте мене Ізмаїлом» — стала однією з найзнаменитіших у світовій літературі. У ХХ столітті «Мобі Дік» визнали одним із найважливіших американських романів.
Сюжет частково виріс із досвіду автора на китобійних суднах, а фінал нагадує трагедію корабля «Ессекс», потопленого кашалотом у 1820-му. Образ Мобі Діка навіяний легендарним білим китом Мока Діком, який тероризував моряків у першій половині ХІХ століття.
Стиль книги багатий і густий: довгі барокові речення, метафори, гумор, символіка, вставки з проповідями, діалектами та навіть «потоком свідомості». Деякі розділи нагадують наукові трактати, інші — театральні сцени чи монологи. Шекспірівський вплив відчутний на кожній сторінці. Теми коливаються від пошуку сенсу та знань до питань про добро, зло та свободу волі.
Спершу книга мала назву «Кит», але автор передумав і замінив її на «Мобі Дік», коли британське видання вже вийшло в іншому вигляді — без епілогу та з численними цензурними правками, навіть без розділу про китовий жир у британських коронаціях.
Роман довго лишався непоміченим, аж доки після Першої світової війни не почалося серйозне вивчення американської літератури. Тоді й зросла слава Мелвілла та його «Мобі Діка».

## Зміст

### Сюжет

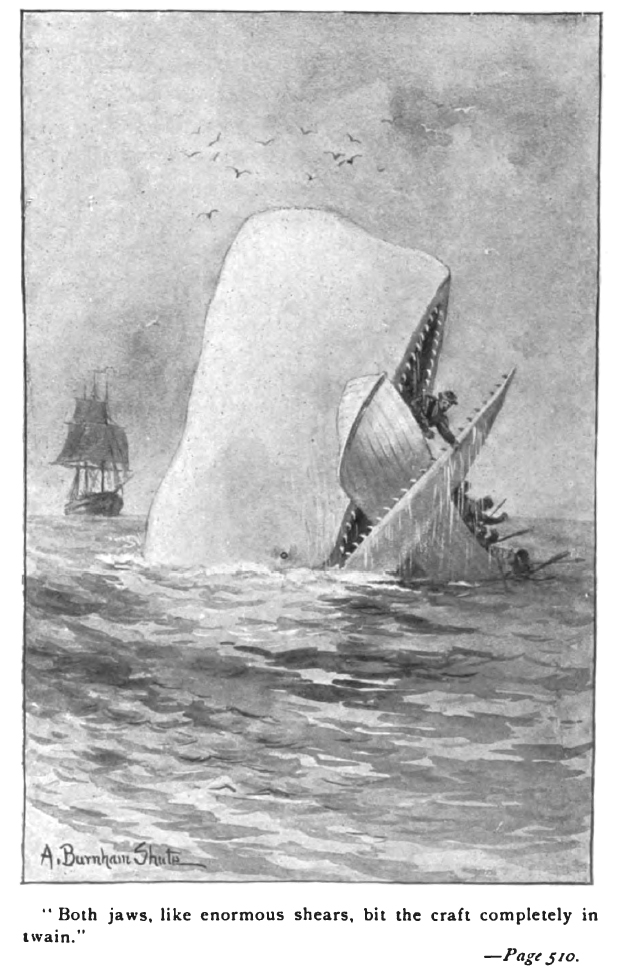
Ілюстрація з раннього видання «Мобі Діка»

Одного грудневого дня колишній учитель Ісмаель вирішує найнятися на китобійний промисел. Він залишає Нью-Йорк і вирушає до Нантакета в Массачусетсі. Дорогою зупиняється в Нью-Бедфорді, у заїзді «Кит», де змушений розділити ліжко з гарпунером — татуйованим полінезійським принцом Квікегом, сином короля острова Роковоко. Незабаром вони стають близькими друзями.
Вранці Ісмаель йде до церкви й слухає проповідь отця Меппла про пророка Йону. У понеділок вони прибувають до Нантакета та зупиняються в готелі «Жироварня». Наступного дня Ісмаель домовляється з власниками китобійного судна «Пеквод» — Білдадом і Піледжем — про роботу в команді. Квікег залишається в номері дотримуватися свого посту. Ісмаель хоче зустрітися з капітаном, але той хворий. Піледж описує його, Ахава, як людину виняткову, дивну й небезпечну, але водночас величну. Кит свого часу відірвав йому ногу, відтоді він часто похмурий та запальний, але все ж у ньому є людське тепло.
Наступного дня й Квікега беруть у команду. Дорогою вони знайомляться зі старим провидцем Елією, який жартує, чи є в них душі, і розповідає дивні історії про минуле Ахава: як той колись лежав три дні мов мертвий, бився зі іспанцем біля вівтаря в Санта та плював у срібну калебасу. Кажуть, навіть втрату ноги йому було передбачено.
Елія говорить про майбутній рейс: «Що має статися, те станеться; а може, й не станеться, але хід подій уже вирішений». На Різдво Ісмаель із Квікегом спостерігають, як на борт вантажать провіант на кілька років плавання. Того ж дня на корабель піднімається кілька загадкових людей. У морозний різдвяний день Піледж і Білдад виводять «Пеквод» із гавані.

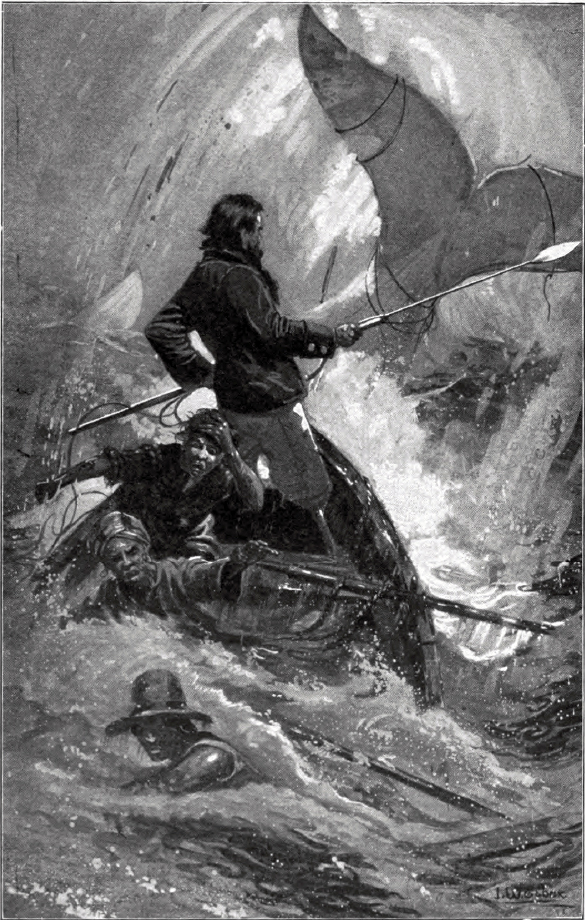
Ахав бореться з Мобі Діком

Ахав відразу викликає в Ісмаеля дивне відчуття. Він не з’являється на палубі, коли команда займає місця, і перші дні подорожі майже не виходить із каюти. Коли ж капітан нарешті показується, його вигляд із протезом із кістки кашалота вражає Ісмаеля до глибини душі. Ахав одержимий помстою білому кашалоту Мобі Діку, який відірвав йому ногу в минулому рейсі. Він твердо вирішив знищити звіра і готовий піти на все. Знаючи, що судновласники «Пеквода» думають лише про прибуток, а не про його особисту вендету, він таємно набирає власну команду, серед якої — загадковий гарпунер Федалла.
Під час плавання «Пеквод» зустрічає дев’ять інших суден і обмінюється з ними чутками про Мобі Діка. Зрештою вони знаходять його сліди і починають полювання. Три дні триває гонитва за китом, який залишає після себе хаос і руйнування. У спробі підстрелити Мобі Діка гине Федалла. Перший помічник Старбак марно намагається переконати Ахава відмовитися від помсти, адже ця гонитва прирікає корабель і команду на загибель. Але Ахав стоїть на своєму і особисто вирушає в шлюпці, щоб убити Мобі Діка. Мотузка гарпуна обвиває його шию, і кит тягне капітана на дно.
Кит б’є судно на таран, «Пеквод» і шлюпки тонуть, і ніхто з екіпажу не виживає. Лише Ісмаель рятується, чіпляючись за труну, яку Квікег колись зробив для себе. Згодом його підбирає «Рейчел», одне з кораблів, які «Пеквод» зустрів у плаванні.

### Персонажі
Мобі Дік
Білий кашалот, навколо якого розгортається сюжет. Він відомий як винятково агресивна істота, що вже напала на безліч кораблів і, зокрема, відкусила ногу Ахаву. Його часто сприймають як символ моря, природи, долі або навіть Бога.
Ісмаель
Матрос і єдиний, хто вижив із «Пеквода»; через роки він виступає оповідачем історії. На початку книги розповідає, що пішов у море, бо почувався відчуженим від суспільства. Сьогодні його образ часто розглядають як символ вигнанців та соціальних чужинців, подібно до сиріт або засланців. У біблійній книзі Буття Ісмаїл — старший син Авраама.
Ахав
Капітан «Пеквода». Славиться як тиран, одержимий помстою Мобі Діку. Його мати-вдова померла, коли йому було дванадцять місяців. Стара індіанка Тістіг передбачила, що його ім’я несе пророцтво. У 18 років він почав займатися китобійним промислом і на час історії має за плечима вже 40 років роботи, тож йому близько 58 років. Три рейси тому він одружився з набагато молодшою жінкою, з якою має дитину. Ахав має риси трагічного героя: він не злий за своєю природою, але його фанатизм стає причиною загибелі. Ім’я дано на честь лихого царя Ахава з Ізраїлю (1 Цар. 16:29 та далі).
Отець Меппл
Колишній китобій і проповідник у каплиці китобоїв Нью-Бедфорда.
Елія
Старий провидець, що застерігає Ісмаеля та Квікега від Ахава. Ім’я відсилає до пророка Іллі, супротивника царя Ахава в Біблії.
Старбак
Молодий перший помічник «Пеквода». Відомо лише, що він одружений і має сина. З усіх членів екіпажу він найбільше виступає проти того, щоб Ахав переслідував Мобі Діка виключно з помсти, адже, на його думку, кит нічого не винен — тварини не мають свідомого розуміння. Його спроби переконати Ахава марні.
Стабб
Другий помічник.
Фласк
Третій помічник.
Фліс
Чорний корабельний кухар.
Піп
Чорний юнга, невисокий на зріст, родом із Коннектикуту.
Квікег
Близький друг Ісмаеля. Він походить із вигаданого острова Роковоко в Південних морях та є сином вождя племені канібалів. У романі він постає як персонаж між цивілізованим і «диким» світом.
Таштего
Гарпунер, індіанець із племені вампаноаг.
Даггу
Гарпунер, надзвичайно високий чоловік із прибережного міста Західної Африки.
Федалла
Гарпунер, якого Ахав таємно взяв на борт для допомоги в полюванні на Мобі Діка. Він парс. Так само як Ахав, може справляти страхітливе враження й навіть вважається серед екіпажу дияволом у людській подобі.

## Композиція
Точно невідомо, коли Мелвілл задумав цей роман. Його досвід на китобійному судні 1841 року став основою для книги. Серед джерел, які він використав, була й книга Дж. Росса Брауна «Etchings of a Whaling Cruise» (1846), рецензію на яку Мелвілл опублікував у «Literary World» 6 березня 1847 року. Зазвичай дослідники вважають, що писати роман він почав навесні 1850 року. Тоді він повідомив видавця, що до осені закінчить пригодницьку книгу про китобійний промисел, але насправді робота розтяглася ще на рік.

### Автобіографічні елементи
Роман значною мірою виріс із реального досвіду Германа Мелвілла на китобійних суднах у 1840–1842 роках. Дослідник Вілсон Гефлін, який ретельно вивчав морську кар’єру письменника, зазначає, що на Різдво 1840 року Мелвілл підписав контракт на службу на «Акушнеті» — новому китобої, що вирушав у свій перший рейс під командуванням капітана Валентайна Піза.
У списках екіпажу того рейсу згадуються чотири офіцери (перший і другий помічники, третій матрос та капітан), чотири спеціалісти, серед яких був темношкірий кухар, а також шістнадцять рядових матросів. Серед цих матросів були і сам Мелвілл, і його ровесник Річард Т. Грін, з яким вони згодом разом дезертирували, переживши пригоди, що лягли в основу дебютного роману «Тайпі».
Екіпаж складався з п’яти іноземців — чотирьох португальців та шотландського тесляра. Інші були натуралізованими американцями, серед яких троє темношкірих: двоє матросів та корабельний кухар. Близько третини команди до того ніколи не служили на китобіях.

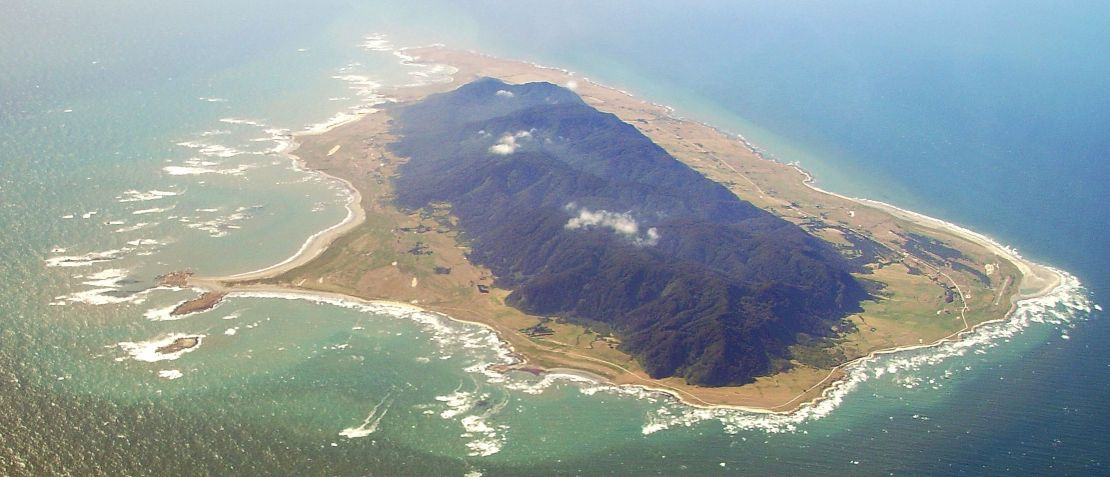
Мокка Дік був білим китом, якого регулярно бачили навколо південноамериканського острова Мокка на початку 1800-х років.

Чимало вражаючих епізодів роману мають історичне підґрунтя. Образ білого кита Мобі Діка, навіть його ім’я, виріс із описів легендарного кашалота Моча Діка. Потоплення «Пеквода» теж не вигадка, а сюжетна паралель із реальною трагедією китобійного судна «Ессекс», яке кит протаранив і відправив на дно. Мелвілл також спирався на інші книги про китобійний промисел, щоб створити свої цетологічні розділи. Саме в цей час він познайомився з Натаніелем Готорном, чия творчість сильно вплинула на його роман.